# L'amore ucciso
L'amore ucciso (Forbidden Love) è un romanzo del 2003 scritto da Norma Khouri. L'autrice ha inizialmente dichiarato che il libro raccontasse un evento realmente accaduto ma si è poi scoperto che era una storia inventata.

## Trama
Il romanzo racconta la vita di Dalia, una giovane donna musulmana che vive in Giordania. Quando si innamora di Michael, un giovane cattolico dell'esercito britannico, è costretta a mantenere segreto il rapporto. Il padre, appena scopre la sua relazione, si infuria con Dalia e la uccide due mesi dopo il suo ventiseiesimo compleanno.

## Scandalo
I sospetti sulla storia di Norma Khouri e le relative domande emersero quasi subito. Molti lettori condivisero su internet la sensazione che gran parte del libro non fosse autentico, individuando tra l'altro diversi errori, per esempio: raffigurazioni "fantasiose" della città di Amman, affermazioni errate sulla giurisprudenza giordana e la presenza di banconote che non erano mai state stampate nel momento in cui il libro venne scritto.
La stessa Khouri aveva anche lei destato sospetti, perché parlava perfettamente l'inglese americano, nonostante sostenesse di non aver mai vissuto negli Stati Uniti. Inoltre, aveva promesso di donare la maggior parte del ricavato all'Associazione nazionale giordana, ma aveva inviato solo 100 dollari.
Nel luglio del 2004, un anno dopo l'uscita del libro, l'editore letterario di Sydney Morning Herald Malcolm Knox scrisse una serie di articoli che accusavano la Khouri di essere una truffatrice. Un'indagine di diciotto mesi, concluse che la Khouri aveva inventato la storia. Inoltre non viveva in Giordania dal 1973, ma aveva vissuto a Chicago per la maggior parte della sua vita, ed era sposata con due figli. La sua famiglia non aveva più avuto sue notizie dal 2000, quando lasciò improvvisamente Chicago per scrivere il libro.
L'autrice continuò ad insistere di aver raccontato una storia vera, anche quando si trovava di fronte a registri pubblici che dimostravano oltre ogni dubbio che aveva trascorso la maggior parte della sua vita negli Stati Uniti. L'editrice Knox aveva portato prove che suggerivano che La Khouri aveva lasciato Chicago quando si sono presentati problemi legali dovuti a diverse transazioni immobiliari.

## Forbidden Lie
Nel settembre del 2007, è stato pubblicato un documentario intitolato, Forbidden Lie ("Bugia proibita"). La regista Anna Broinowski racconta la storia di come il libro di Norma Khouri sia diventato un best seller. Poiché Khouri insiste ancora che la sua storia è vera, Broinowski le dà l'opportunità di dimostrare che è totalmente o almeno in parte narrativa; tuttavia, le prove scoperte da Broinowski indicano che la storia del suo libro è immaginaria e che la Khouri aveva commesso diverse truffe anche prima della scrittura del libro.

## Edizioni
- Norma Khouri, L'amore ucciso, collana Ingrandimenti, Arnoldo Mondadori Editore, 2003,  p. 209, ISBN 9788804504528.